# Bauer
Bauer je priimek v Sloveniji, ki ga je po podatkih Statističnega urada Republike Slovenije na dan 1. januarja 2010 uporabljalo 208 oseb in je med vsemi priimki po pogostosti uporabe uvrščen na 2.049. mesto.

## Znani slovenski nosilci priimka
- Andrej Bauer (*1971), računalniški matematik
- Jana Bauer (*1975), pisateljica in prevajalka, literarna urednica
- Jože Bauer (1895—1986), delavski organizator
- Klemen Bauer (*1986), biatlonec
- Marjan Bauer (*1944), novinar in urednik
- Renata Bauer (*1963), orglavka

## Znani tuji nosilci priimka
- Andreas Friderich Bauer (1783—1860), nemški mehanik, konstruktor tiskarskih strojev
- Antun Bauer (1856—1937), zagrebški nadškof
- Branko Bauer (1920—2002), hrvaški režiser
- Bruno Bauer (1809—1882), nemški filozof, teolog in zgodovinar
- Bruno Bauer (1884—1955), hrvaški arhitekt
- Edgar Bauer (1820–1886), nemški politični filozof
- Erwin Bauer (1912—1958), nemški dirkač
- František Saleský Bauer/Franziskus von Sales Bauer (1841—1915), češki nadškof in kardinal
- Gustav Bauer (inženir) (1871—1953), nemški inženir
- Gustav Bauer (politik) (1870—1944), nemški politik
- Károly Bauer, madžarski politik, župan Monoštra
- Marius Alexander Jacques Bauer (1867—1932), nizozemski slikar in grafik
- Harold Bauer (1873—1951), angleško-ameriški pianist
- Juraj Bauer (1848—1900), hrvaški jezikoslovec in matematik
- Otto Bauer (1881—1938), avstrijski politik
- Roswitha Bauer (*1959), avstrijska političarka
- Steven Bauer (*1956), kubansko-ameriški igralec
- Walter Bauer (1904—1976), nemški književnik
- Wilhelm Bauer (1822—1875), nemški inženir konstruktor podmornic
- Wolfgang Bauer (1941—2005), avstrijski dramatik